# Copa Intercontinental de 1974
A 15.ª edição da Copa Intercontinental ocorreu em 1975. Iria ser disputada pelo Campeão da Champions League de 1973-74, Bayern de Munique, e o campeão da Copa Libertadores da América de 1974, Independiente, mas o Bayern de Munique recusou-se a jogar e foi substituído pelo vice-campeão Atlético de Madrid. Apesar dos jogos ocorrerem em 1975, a disputa refere-se ao ano de 1974.
Em 27 de outubro de 2017, após uma reunião realizada na Índia, o Conselho da FIFA reconheceu os vencedores da Copa Intercontinental como campeões mundiais.

## História
Apesar de ter conquistado sua primeira Liga dos Campeões da UEFA e seu quinto Campeonato Alemão, o Bayern de Munique, favorito na disputa, se negou a participar da Copa Intercontinental.
O Atlético de Madrid, estreante na competição, tinha poucas expectativas, por ter sido vice-campeão na Copa dos Campeões da Europa e não ter ganho nenhum campeonato nesse ano. Por outro lado, o Independiente, acabara de conquistar sua quinta Libertadores, alcançando um tricampeonato e era o atual campeão da Copa Intercontinental, com um título apenas, sendo o maior vice-campeão da disputa até então.
O clube da capital espanhola tinha sofrido uma goleada de 4–0 para o alemão Bayern de Munique no jogo de desempate da final da Copa dos Campeões, visto que o primeiro resultara em 1–1. Já o Independiente havia apresentado bons resultados contra o São Paulo: (1–2; 2–0 e 1–0).

### A decisão
Na primeira partida realizada na Argentina, o Atlético de Madrid já se encontrava sem o técnico Juan Carlos Lorenzo, que saiu e deu espaço para o ex-jogador Luis Aragonés. Desde a mudança, a equipe demorou a se acertar e não jogava com a mesma intensidade da época do argentino, mas, o time veio forte e ambas equipes travaram um duelo equilibradíssimo em Avellaneda. Contudo, os argentinos conseguiram ser ligeiramente melhores e acharam um gol com Balbuena que determinou o 1 a 0 na primeira partida.
No segundo jogo realizado em um Vicente Calderón completamente lotado, o Atlético de Madrid se deparou com um Independiente que quis buscar jogo e não se manteve preso ao campo defensivo, apesar da vantagem. Em um jogo muito envolvente, o clube espanhol achou os gols no momento certo. Irureta empatou a partida no placar agregado e, faltando apenas 4 minutos para o fim, Ayala se consagrou e, na raça, garantiu o 2 a 0 e o título intercontinental para a equipe albirroja.

## Participantes
| Confederação | Equipe             | Classificação                                                 | Participação |
| ------------ | ------------------ | ------------------------------------------------------------- | ------------ |
| CONMEBOL     | Independiente      | Campeão da Copa Libertadores da América de 1974               | 5ª           |
| UEFA         | Atlético de Madrid | Vice-campeão da Taça dos Clubes Campeões Europeus de 1973–74* | 1ª           |

*OBS: Em 1974, o Bayern de Munique campeão da Taça dos Clubes Campeões Europeus de 1973–74, desistiu de disputar o torneio intercontinental e foi substituído pelo vice-campeão Atlético de Madrid.

## Finais
1° jogo
| 12 de março de 1975 | Independiente | 1 – 0 | Atlético de Madrid | La Doble Visera, Avellaneda (Argentina)  |
| 21:15 h (UTC-3)     | Balbuena 34'  |       |                    | Público: ≈60,000 Árbitro: Charles Corver |

|  | Independiente | Atlético de Madrid |

| INDEPENDIENTE:         |  |            |  |     |
|                        |  |            |  |     |
| G                      |  | Pérez      |  |     |
| LD                     |  | Commisso   |  |     |
| Z                      |  | López      |  |     |
| Z                      |  | Sá         |  |     |
| LE                     |  | Pavoni (C) |  |     |
| M                      |  | Rodríguez  |  | 57' |
| M                      |  | Galván     |  |     |
| M                      |  | Bochini    |  |     |
| A                      |  | Balbuena   |  |     |
| A                      |  | Rojas      |  |     |
| A                      |  | Bertoni    |  | 83' |
| Substituição:          |  |            |  |     |
| M                      |  | Semenewicz |  | 57' |
| A                      |  | Giribert   |  | 83' |
| Treinador:             |  |            |  |     |
| Roberto Oscar Ferreiro |  |            |  |     |

| ATLÉTICO DE MADRID: |  |              |  |     |
|                     |  |              |  |     |
| G                   |  | Reina        |  |     |
| LD                  |  | Melo         |  |     |
| Z                   |  | Heredia      |  |     |
| Z                   |  | Benegas      |  |     |
| LE                  |  | Capón        |  |     |
| M                   |  | Adelardo (C) |  |     |
| M                   |  | Eusebio      |  |     |
| M                   |  | Irureta      |  |     |
| M                   |  | Alberto      |  | 46' |
| A                   |  | Gárate       |  |     |
| A                   |  | Ayala        |  |     |
| Substituição:       |  |              |  |     |
| A                   |  | Bezerra      |  | 46' |
| Treinador:          |  |              |  |     |
| Luis Aragonés       |  |              |  |     |

2° jogo
| 10 de abril de 1975 | Atlético de Madrid      | 2 – 0 | Independiente | Vicente Calderón, Madrid (Espanha)      |
| 21:00 h (UTC+1)     | Irureta 21' · Ayala 86' |       |               | Público: ≈65,000 Árbitro: Carlos Robles |

|  | Atlético de Madrid | Independiente |

| ATLÉTICO DE MADRID: |  |              |  |     |
|                     |  |              |  |     |
| G                   |  | Pacheco      |  |     |
| LD                  |  | Melo         |  |     |
| Z                   |  | Heredia      |  |     |
| Z                   |  | Eusebio      |  |     |
| LE                  |  | Capón        |  |     |
| M                   |  | Adelardo (C) |  |     |
| M                   |  | Irureta      |  |     |
| M                   |  | Alberto      |  | 71' |
| A                   |  | Gárate       |  |     |
| A                   |  | Ayala        |  |     |
| Substituição:       |  |              |  |     |
| M                   |  | Salcedo      |  | 71' |
| Treinador:          |  |              |  |     |
| Luis Aragonés       |  |              |  |     |

| INDEPENDIENTE:         |  |            |  |     |
|                        |  |            |  |     |
| G                      |  | Pérez      |  |     |
| LD                     |  | Commisso   |  |     |
| Z                      |  | López      |  |     |
| Z                      |  | Carrica    |  |     |
| LE                     |  | Pavoni (C) |  |     |
| M                      |  | Saggiorato |  |     |
| M                      |  | Galván     |  |     |
| M                      |  | Bochini    |  |     |
| A                      |  | Balbuena   |  |     |
| A                      |  | Rojas      |  | 69' |
| A                      |  | Bertoni    |  |     |
| Substituição:          |  |            |  |     |
| M                      |  | Rodríguez  |  | 69' |
| Treinador:             |  |            |  |     |
| Roberto Oscar Ferreiro |  |            |  |     |

| Taça Intercontinental 1974             |
| -------------------------------------- |
| Atlético de Madrid Campeão (1º título) |